# Roccavione
Roccavione är en ort och kommun i provinsen Cuneo i regionen Piemonte i Italien. Kommunen hade 2 653 invånare (2018).